# Rue René-d'Anjou (Marseille)
Cet article concerne la rue marseillaise. Pour la rue nancéienne, voir Rue René-d'Anjou.
La rue René d’Anjou est une voie marseillaise située dans le 15e arrondissement de Marseille. 

## Situation et accès
Elle démarre dans le quartier des Aygalades sur la place du Roi-René longeant l’autoroute A7 où se rejoignent le boulevard de la Padouane et l’avenue Ibrahim-Ali (ex-avenue des Aygalades) dont elle prolonge l’axe. Elle gravit la montée du village en longeant les habitations et se termine sur le boulevard de la Gare, non loin de l’ancienne gare des Aygalades-Accates.
Elle est desservie sur ses deux extrémités par la ligne de bus   de la RTM.

## Origine du nom
La rue doit son nom à René d'Anjou (1409-1480), comte de Provence qui possédait une propriété en bas de la rue. La place du Roi-René, où débute l’avenue, lui doit également son nom car elle occupait l’emplacement de cette même propriété.

## Historique
Elle est nommée ainsi par délibération du 6 juillet 1926 et est classée dans la voirie de Marseille le 9 juillet 1959.

## Bâtiments remarquables et lieux de mémoire
- Au numéro 19 se trouve l’église Pasteur-Jean.
- Au numéro 24 se trouve l’église des Aygalades Notre-Dame-du-Mont-Carmel.